# Europese kampioenschappen badminton 1992
De 13e editie van het Europees kampioenschap badminton werd georganiseerd door de Schotse stad Glasgow. Het toernooi duurde 7 dagen, van 12 april 1992 tot en met 18 april 1992.

## Medaillewinnaars
| Onderdeel      | 1e plaats                         | 2e plaats                               | 3e plaats                          |
| -------------- | --------------------------------- | --------------------------------------- | ---------------------------------- |
| Mannen enkel   | Poul-Erik Høyer Larsen            | Thomas Stuer Lauridsen                  | Peter Espersen                     |
| Mannen enkel   | Poul-Erik Høyer Larsen            | Thomas Stuer Lauridsen                  | Anders Nielsen                     |
| Vrouwen enkel  | Pernille Nedergaard               | Camilla Martin                          | Jelena Rybkina                     |
| Vrouwen enkel  | Pernille Nedergaard               | Camilla Martin                          | Lim Xiaoqing                       |
| Mannen dubbel  | Jon Holst Christensen Thomas Lund | Jan Paulsen Henrik Svarrer              | Peter Axelsson Pär-Gunnar Jonsson  |
| Mannen dubbel  | Jon Holst Christensen Thomas Lund | Jan Paulsen Henrik Svarrer              | Stephan Kuhl Stefan Frey           |
| Vrouwen dubbel | Lim Xiaoqing Christine Magnusson  | Marlene Thomsen Lisbeth Stuer-Lauridsen | Sara Sankey Gillian Gowers         |
| Vrouwen dubbel | Lim Xiaoqing Christine Magnusson  | Marlene Thomsen Lisbeth Stuer-Lauridsen | Maria Bengtsson Catrine Bengtsson  |
| Gemengd dubbel | Thomas Lund Pernille Dupont       | Jon Holst Christensen Grete Mogensen    | Pär-Gunnar Jonsson Maria Bengtsson |
| Gemengd dubbel | Thomas Lund Pernille Dupont       | Jon Holst Christensen Grete Mogensen    | Ron Michels Sonja Mellink          |
| Landen         | Zweden                            | Denemarken                              | Engeland                           |

## Medailletabel
| Plaats | Land       | Goud | Zilver | Brons | Totaal |
| 1      | Denemarken | 4    | 6      | 1     | 11     |
| 2      | Zweden     | 2    | 0      | 4     | 6      |
| 3      | Engeland   | 0    | 0      | 3     | 3      |
| 4      | Duitsland  | 0    | 0      | 1     | 1      |
| 4      | GOS        | 0    | 0      | 1     | 1      |
| 4      | Nederland  | 0    | 0      | 1     | 1      |
| Totaal | Totaal     | 6    | 6      | 11    | 23     |